# Stefan Dimitrov
Stefan Dimitrov (em búlgaro:  Стефан Димитров; 15 de maio de 1956) é um ex-jogador de voleibol da Bulgária que competiu nos Jogos Olímpicos de 1980.
Em 1980, ele fez parte da equipe búlgara que conquistou a medalha de prata no torneio olímpico, no qual atuou em cinco partidas.